# Silvia Gmür
Silvia Gmür, née le 17 novembre 1939 à Zurich et morte le 27 janvier 2022 à Riehen, est une architecte suisse.
Diplômée de l'École polytechnique fédérale de Zurich en 1964, elle travaille ensuite à Paris, Londres et New York, où elle travaille chez Mitchell-Giurgola de 1966 à 1972.
Depuis 1972, elle a sa propre agence à Bâle où elle travaille en partenariat avec Livio Vacchini de 1995 à 2001.
Elle est également professeur de projet de 1979 à 1985 à l'EPFZ.
Elle travaille depuis 2005 avec son fils Reto.
Une exposition de ses projets est organisée à la Harvard Graduate School of Design en 2014 qui se tient ensuite la même année à la galerie d'architecture à Paris.

## Prix
- Progressive Architecture Award (en), USA, 1977.
- Auszeichnungen Gute Bauten, Bâle-ville 1980, 1992, 1997.
- Grand Prix suisse d’art/Prix Meret Oppenheim, 2011[5]